# André Reichling
André Reichling (1 tháng 2 năm 1956 - 7 tháng 9 năm 2020) là một trung tá người Luxembourg, phục vụ trong Quân nhạc Luxembourg từ năm 1986 đến năm 2011.
Ông đã sáng tác The NATO Hymn vào năm 1989, bài hát này đã trở thành lễ ca chính thức của NATO vào năm 2018.